# Cividino
Cividino is een plaats (frazione) in de Italiaanse gemeente Castelli Calepio.